# Anouk Grinberg
Anouk Grinberg (Uccle, 20 marzo 1963) è un'attrice francese.

## Biografia
Figlia dello scrittore e drammaturgo Michel Vinaver, il cui vero nome è Michel Grinberg (il quale è stato a capo della Gillette Company dal 1966 al 1982), Anouk Grinberg iniziò a recitare a soli tredici anni. Attiva in teatro, cinema e televisione, è stata nominata tre volte al Premio César per la migliore attrice e nel 1996 ha vinto l'Orso d'argento per la migliore attrice grazie alla sua interpretazione nel film Mon homme.

## Filmografia

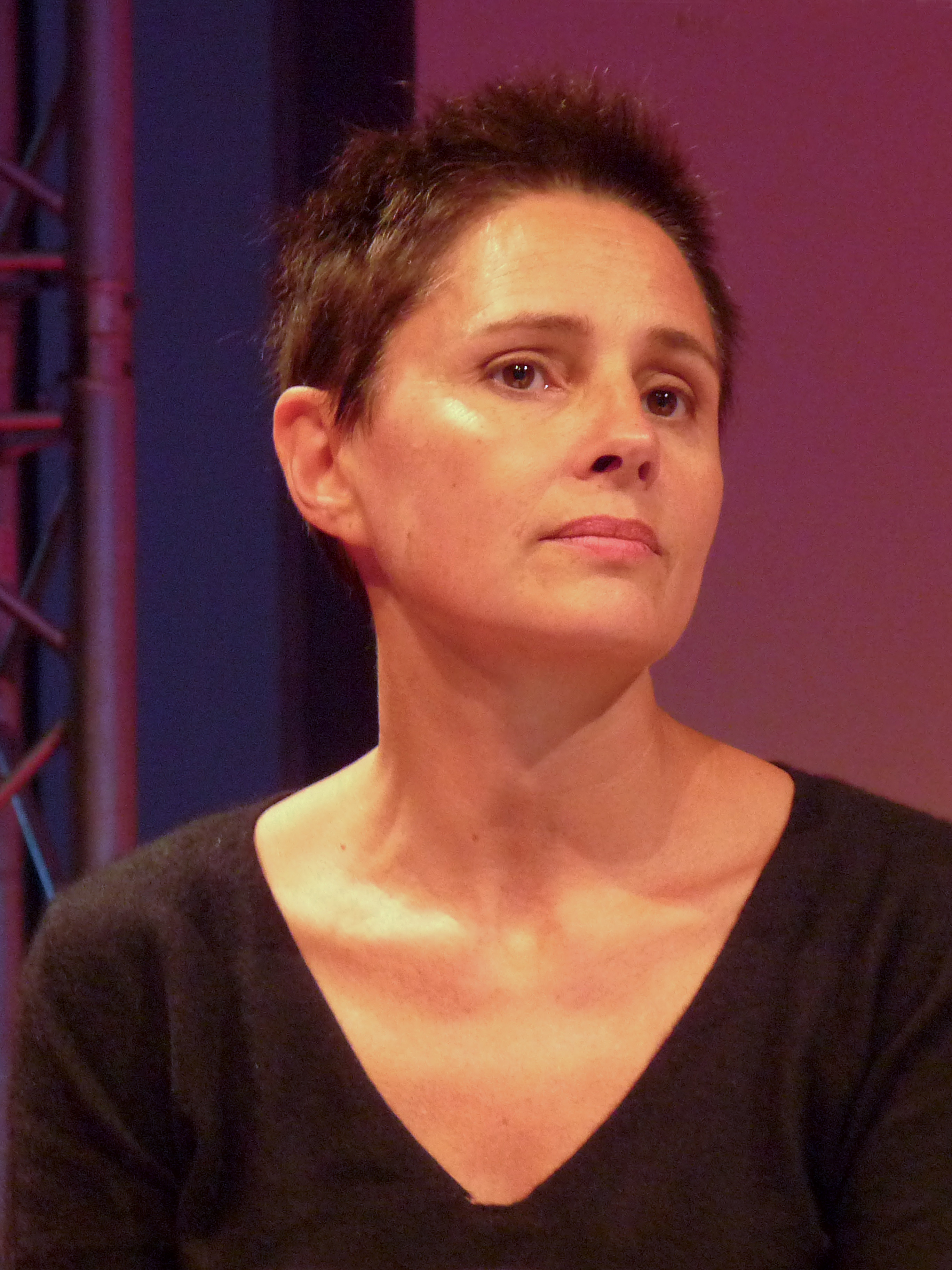
Anouk Grinberg nel 2011

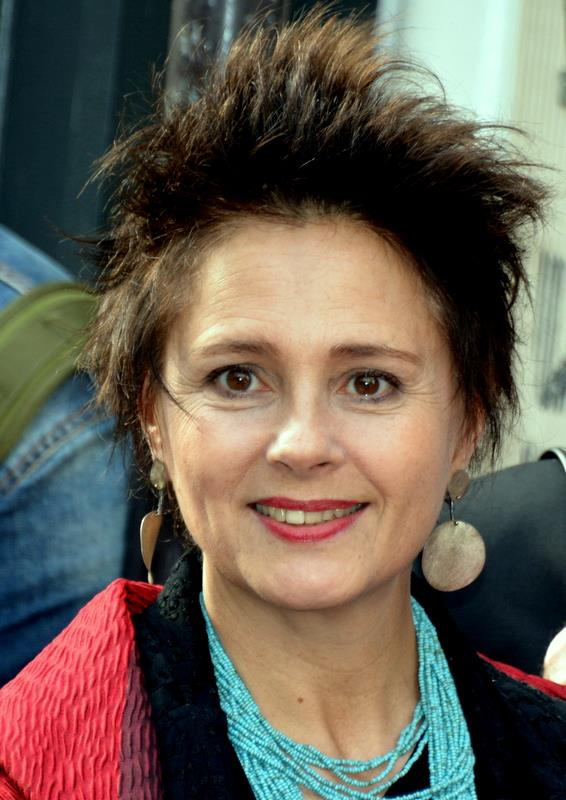
Anouk Grinberg nel 2014

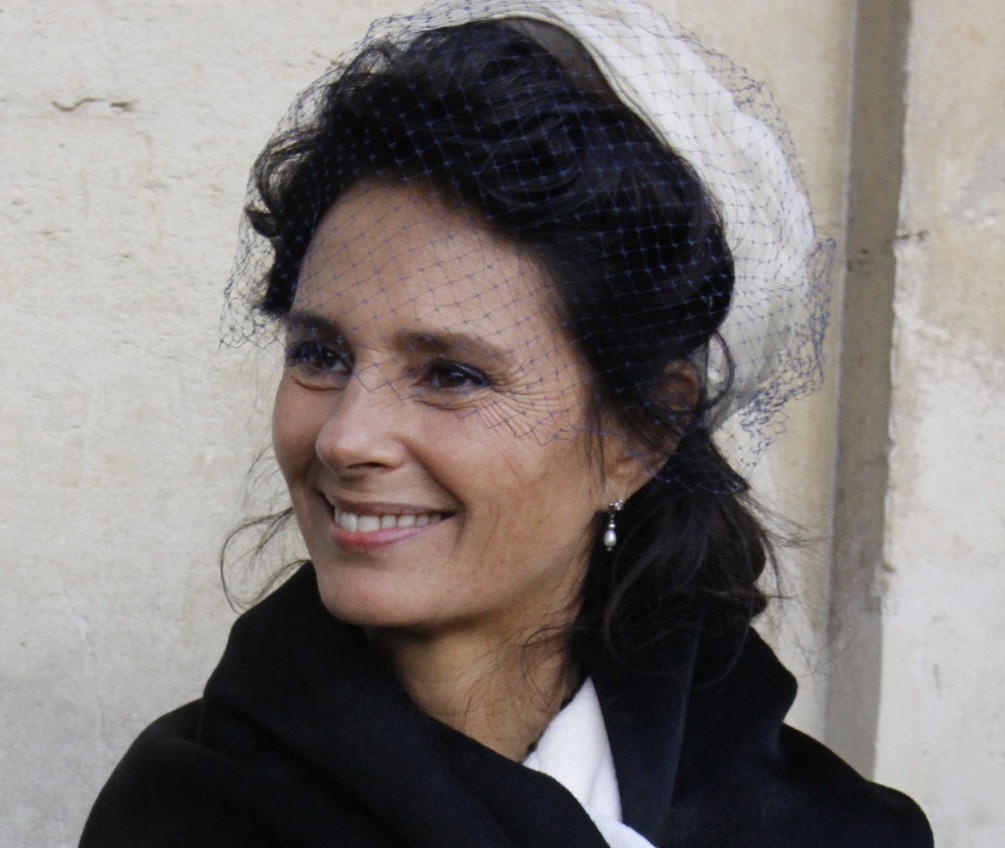
Anouk Grinberg nel 2016

- Mon cœur est rouge, regia di Michèle Rosier (1976)
- Last Song, regia di Dennis Berry (1987)
- La valle fantasma (La Vallée fantôme), regia di Alain Tanner (1987)
- La fille du magicien, regia di Claudine Boris (1988)
- Il bambino d'inverno (L'Enfant de l'hiver), regia di Olivier Assayas (1989)
- Non sento più la chitarra (J'entends plus la guitare), regia di Philippe Garrel (1991)
- Merci la vie - Grazie alla vita (Merci la vie), regia di Bertrand Blier (1991)
- Uno, due, tre, stella! (Un, deux, trois, soleil!), regia di Bertrand Blier (1993)
- Sale gosse, regia di Claude Mouriéras (1994)
- Mon homme, regia di Bertrand Blier (1996)
- Un héros très discret, regia di Jacques Audiard (1996)
- Disparus, regia di Gilles Bourdos (1998)
- Denti, regia di Gabriele Salvatores (2000)
- Entre chiens et loups, regia di Alexandre Arcady (2001)
- Les Petites Couleurs, regia di Patricia Plattner (2002)
- La profezia delle ranocchie (La Prophétie des grenouilles), regia di Jacques-Rémy Girerd (2003) - voce
- Une vie à t'attendre, regia di Thierry Klifa (2004)
- Le Fil Rouge, regia di Sarah Moon (2006)
- Les Fragments d'Antonin, regia di Gabriel Le Bomin (2006)
- One Life, regia di Michael Gunton e Martha Holmes (2011) - voce
- Sea, No Sex and Sun, regia di Christophe Turpin (2012)
- Tromperie - Inganno (Tromperie), regia di Arnaud Desplechin (2021)
- Les Volets Verts, regia di Jean Becker (2022)
- L'innocente (L'innocent), regia di Louis Garrel (2022)
- La notte del 12 (La Nuit du 12), regia di Dominik Moll (2022)
- Ritratto di un amore (Bonnard, Pierre et Marthe), regia di Martin Provost (2023)

## Riconoscimenti
- Festival internazionale del cinema di Berlino
1996 – Orso d'argento per la migliore attrice per Mon homme
- Premio César
1992 – Candidatura per la migliore attrice per Merci la vie – Grazie alla vita
1994 – Candidatura per la migliore attrice per Un, deux, trois, soleil
1997 – Candidatura per la migliore attrice per Mon homme
- Premio Romy Schneider
1992 – Premio Romy Schneider per la miglior attrice emergente
- Société des Auteurs et Compositeurs Dramatiques
1991 – Prix Suzanne Bianchetti
- Festival internazionale del cinema di Salonicco
1995 – Migliore attrice per Sale gosse
- Acteurs à l'Écran
1990 – Prix Michel Simon per la migliore attrice per La fille du magicien

## Pubblicazioni
- (FR) L'orphelin, Cèdre lune, 2014, ISBN 978-2370050021.
- (FR) Dans le cerveau des comédiens: Rencontres avec des acteurs et des scientifiques, Odile Jacob, 2021, ISBN 9782738156976.
- (FR) Mon coeur, Actes Sud, 2022, ISBN 978-2-330-16469-0.